# Hadrianstraße 8 (Fridolfing)

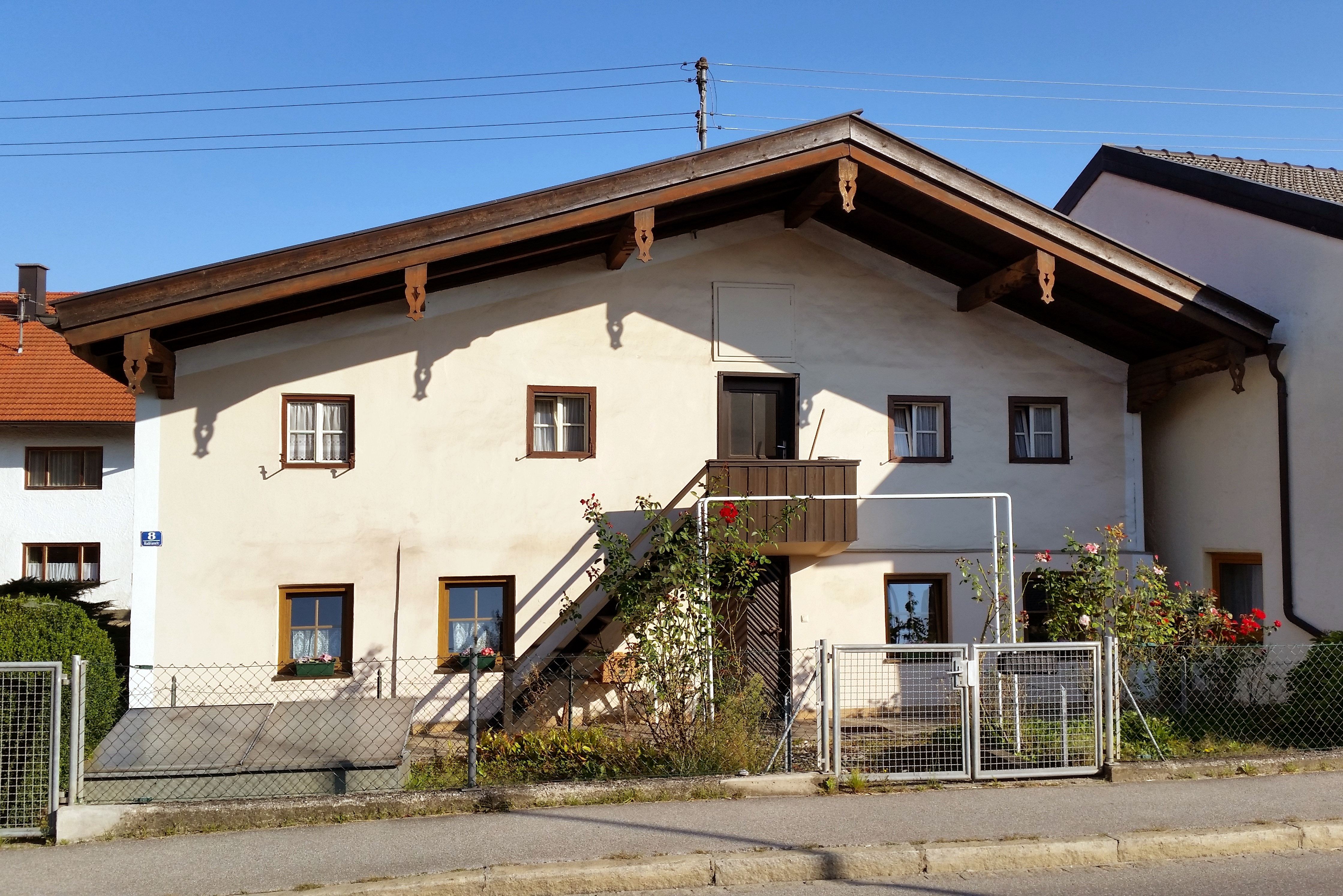
Hadrianstraße 8 in Fridolfing

Das Gebäude Hadrianstraße 8 in Fridolfing, einer Gemeinde im oberbayerischen Landkreis Traunstein, wurde im Kern wohl im 17. Jahrhundert errichtet. Das Kleinhaus, ein ehemaliger Holzbau, ist ein geschütztes Baudenkmal.
Im 19. Jahrhundert wurde das Erdgeschoss vermauert und das Obergeschoss verputzt. Zeitgleich wurde wohl die seitliche einhüftige Erweiterung vorgenommen. Die Laube wurde nachträglich verkürzt und mit einer Außentreppe versehen.